# قنطريون باذورد صغير
قنطريون باذَوَرْد الصغير (باللاتينية: Centaurea microcnicus) نوع نباتي يتبع جنس القنطريون من الفصيلة النجمية.

## الموئل والانتشار
ينتشر في بلاد الشام.